# Anna Bergman
Anna Bergman (ur. 5 maja 1948 w Sztokholmie) – szwedzka aktorka, aktywna zawodowo głównie w latach 70. i 80. XX wieku. 

## Życiorys

### Rodzina
Jest córką znanego reżysera Ingmara Bergmana i jego drugiej żony, choreografki Ellen Bergman. Jej brat bliźniak Mats Bergman jest aktorem, siostra Eva Bergman reżyserką, zaś przyrodnie rodzeństwo to reżyser Daniel Bergman oraz pisarka i aktorka dziecięca Linn Ullmann. 

### Kariera
W kinie zadebiutowała w 1975 roku w komedii erotycznej Penelope Pulls It Off, gdzie grała rolę tytułową. W ciągu kolejnych pięciu lat wystąpiła w kilkunastu filmach z tego samego gatunku. W 1978 otrzymała swoją pierwszą istotną rolę nie wymagającą rozbierania się, w brytyjskim sitcomie Mind Your Language. Dołączyła do obsady w drugiej serii i grała ponętną szwedzką au pair, która, uczestnicząc w wieczorowym kursie języka angielskiego, rywalizuje o względy nauczyciela z równie atrakcyjną Francuzką, graną przez Françoise Pascal. Bergman nie wzięła udziału w serii trzeciej w 1979, lecz powróciła do serialu, gdy został wznowiony po siedmioletniej przerwie w 1986 roku. 
W 1982 wystąpiła w niewielkiej roli w filmie Fanny i Aleksander, reżyserowanym przez jej ojca. W tym samym roku zagrała u boku m.in. Joan Collins w filmie Nutcracker. W późniejszych latach sporadycznie pojawiała się w małych rolach w filmach i serialach, a w 2009 zadebiutowała jako powieściopisarka. 